# Çeltikderesi, Seben
Çeltikdere là một xã thuộc huyện Seben, tỉnh Bolu, Thổ Nhĩ Kỳ. Dân số thời điểm năm 2010 là 255 người.